# فینال لیگ قهرمانان اروپا ۲۰۲۵
فینال لیگ قهرمانان اروپا ۲۰۲۵ بازی نهایی لیگ قهرمانان اروپا ۲۵–۲۰۲۴، هفتادمین فصل از مسابقات برتر فوتبال باشگاهی اروپا بود که توسط یوفا برگزار شد. این بازی در ورزشگاه آلیانتس آرنا در مونیخ در تاریخ ۳۱ مهٔ ۲۰۲۵ میان باشگاه فوتبال اینتر میلان و باشگاه فوتبال پاری سن-ژرمن برگزار شد. پاری سن-ژرمن این مسابقه را با نتیجه ۵–۰ به سود خود به پایان رساند و برای اولین بار فاتح لیگ قهرمانان اروپا شد، که دومین قهرمانی یک باشگاه فرانسوی پس از مارسی در سال ۱۹۹۳ بود.
به عنوان برنده، پاری سن ژرمن حق بازی در مقابل تاتنهام هاتسپر، قهرمان لیگ اروپا ۲۵–۲۰۲۴، در سوپرجام اروپا ۲۰۲۵ را به دست آورد و به طور خودکار به جام بین قاره‌ای فیفا ۲۰۲۵ و جام جهانی باشگاه‌ها ۲۰۲۹ راه یافت.

## تیم‌ها
| تیم          | دیدارهای فینال پیشین (اعداد پررنگ نشان‌دهندهٔ قهرمانی) |
| ------------ | ---------------------------------------------------- |
| اینتر میلان  | ۶ (۱۹۶۴، ۱۹۶۵، ۱۹۶۷، ۱۹۷۲، ۲۰۱۰، ۲۰۲۳)               |
| پاری سن-ژرمن | ۱ (۲۰۲۰)                                             |

## محل برگزاری
این دومین فینال لیگ قهرمانان اروپا بود که در آلیانتس آرنا برگزار شد. نخستین بار در سال ۲۰۱۲ بود. به‌طور کلی، این پنجمین فینال جام ملت‌های اروپا بود که در مونیخ برگزار شد و فینال‌های ۱۹۷۹، ۱۹۹۳ و ۱۹۹۷ در المپیاستادیون برگزار شد. این فینال همچنین نهمین فینال است که در آلمان برگزار شد، همچنین در اشتوتگارت در سال‌های ۱۹۵۹ و ۱۹۸۸، گلزنکیرشن در سال ۲۰۰۴ و برلین در سال ۲۰۱۵ برگزار شد و با رکورد ۹ فینال جام اروپا که در ایتالیا و اسپانیا برگزار شد برابری کرد. آلیانتس آرنا پیشتر میزبان مسابقات جام جهانی فوتبال ۲۰۰۶ بود و به عنوان محل میزبانی یوفا یورو ۲۰۲۰ و یوفا یورو ۲۰۲۴ انتخاب شد.

### انتخاب میزبان
در ۱۶ ژوئیه ۲۰۲۱ کمیته اجرایی یوفا اعلام کرد که به جای مونیخ، ورزشگاه المپیک آتاتورک در استانبول میزبان فینال لیگ قهرمانان اروپا در سال ۲۰۲۳ خواهد بود. این به این دلیل بود که استانبول دو بار فینال لیگ قهرمانان را که برای شهرشان در نظر گرفته شده بود به دلیل همه‌گیری کووید-۱۹ تغییر مکان داد. در ابتدا به عنوان میزبان فینال ۲۰۲۰ برنامه‌ریزی شده بود، این مسابقه به لیسبون منتقل شد و میزبان نهایی یک سال به عقب برگشت و در عوض استانبول فینال ۲۰۲۱ را به خود اختصاص داد. با این حال، هفته‌ها پیش از فینال، بازی ۲۰۲۱ به دلیل محدودیت‌های سفر به پورتو منتقل شد.
مونیخ، که در ابتدا توسط کمیته اجرایی یوفا در جریان نشست آنها در لیوبلیانا، اسلوونی در ۲۴ سپتامبر ۲۰۱۹ به عنوان میزبان فینال ۲۰۲۲ انتخاب شد، بعداً پس از جابجایی میزبان نهایی، قرار شد میزبان فینال ۲۰۲۳ باشد. با این حال، این شهر پس از شکست در سال ۲۰۲۳ توسط استانبول، فینال ۲۰۲۵ را دریافت کرد.

## مسیر رسیدن به فینال
این نخستین فینال لیگ قهرمانان اروپا بود که با فرمت جدید سوئیسی برگزار شد.
نکتهدر تمام نتایج زیر، نتیجه تیم حاضر در فینال ابتدا آمده است (H: میزبان؛ A: مهمان).
| پاری سن-ژرمن                           | پاری سن-ژرمن                           | پاری سن-ژرمن                           | پاری سن-ژرمن                           | دور           | اینتر میلان                                  | اینتر میلان                                  | اینتر میلان                                  | اینتر میلان                                  |
| -------------------------------------- | -------------------------------------- | -------------------------------------- | -------------------------------------- | ------------- | -------------------------------------------- | -------------------------------------------- | -------------------------------------------- | -------------------------------------------- |
| رقیب                                   | نتیجه                                  | نتیجه                                  | نتیجه                                  | مرحله گروهی   | رقیب                                         | نتیجه                                        | نتیجه                                        | نتیجه                                        |
| خیرونا                                 | ۱–۰ (H)                                | ۱–۰ (H)                                | ۱–۰ (H)                                | هفته ۱        | منچستر سیتی                                  | ۰–۰ (A)                                      | ۰–۰ (A)                                      | ۰–۰ (A)                                      |
| آرسنال                                 | ۰–۲ (A)                                | ۰–۲ (A)                                | ۰–۲ (A)                                | هفته ۲        | ستاره سرخ بلگراد                             | ۴–۰ (H)                                      | ۴–۰ (H)                                      | ۴–۰ (H)                                      |
| آیندهوون                               | ۱–۱ (H)                                | ۱–۱ (H)                                | ۱–۱ (H)                                | هفته ۳        | یانگ بویز                                    | ۱–۰ (A)                                      | ۱–۰ (A)                                      | ۱–۰ (A)                                      |
| اتلتیکو مادرید                         | ۱–۲ (H)                                | ۱–۲ (H)                                | ۱–۲ (H)                                | هفته ۴        | آرسنال                                       | ۱–۰ (H)                                      | ۱–۰ (H)                                      | ۱–۰ (H)                                      |
| بایرن مونیخ                            | ۰–۱ (A)                                | ۰–۱ (A)                                | ۰–۱ (A)                                | هفته ۵        | لایپزیگ                                      | ۱–۰ (H)                                      | ۱–۰ (H)                                      | ۱–۰ (H)                                      |
| ردبول زالتسبورگ                        | ۳–۰ (A)                                | ۳–۰ (A)                                | ۳–۰ (A)                                | هفته ۶        | بایر لورکوزن                                 | ۰–۱ (A)                                      | ۰–۱ (A)                                      | ۰–۱ (A)                                      |
| منچستر سیتی                            | ۴–۲ (H)                                | ۴–۲ (H)                                | ۴–۲ (H)                                | هفته ۷        | اسپارتا پراگ                                 | ۱–۰ (A)                                      | ۱–۰ (A)                                      | ۱–۰ (A)                                      |
| اشتوتگارت                              | ۴–۱ (A)                                | ۴–۱ (A)                                | ۴–۱ (A)                                | هفته ۸        | موناکو                                       | ۳–۰ (H)                                      | ۳–۰ (H)                                      | ۳–۰ (H)                                      |
| رتبه ۱۵ام به مرحله پلی‌آف حذفی صعود کرد | رتبه ۱۵ام به مرحله پلی‌آف حذفی صعود کرد | رتبه ۱۵ام به مرحله پلی‌آف حذفی صعود کرد | رتبه ۱۵ام به مرحله پلی‌آف حذفی صعود کرد | رتبه نهائی    | رتبه ۴ام به مرحله یک‌هشتم نهائی حذفی صعود کرد | رتبه ۴ام به مرحله یک‌هشتم نهائی حذفی صعود کرد | رتبه ۴ام به مرحله یک‌هشتم نهائی حذفی صعود کرد | رتبه ۴ام به مرحله یک‌هشتم نهائی حذفی صعود کرد |
| رقیب                                   | مجموع                                  | ب.رفت                                  | ب.برگشت                                | مرحله حذفی    | رقیب                                         | مجموع                                        | ب.رفت                                        | ب.برگشت                                      |
| برستوا                                 | ۱۰–۰                                   | ۳–۰ (A)                                | ۷–۰ (H)                                | پلی‌آف         | Bye                                          | Bye                                          | Bye                                          | Bye                                          |
| لیورپول                                | ۱–۱ (۴–۱ پ)                            | ۰–۱ (H)                                | ۱–۰ (و.ا.) (A)                         | یک‌هشتم نهایی  | فاینورد                                      | ۴–۱                                          | ۲–۰ (A)                                      | ۲–۱ (H)                                      |
| استون ویلا                             | ۵–۴                                    | ۳–۱ (H)                                | ۲–۳ (A)                                | یک‌چهارم نهایی | بایرن مونیخ                                  | ۴–۳                                          | ۲–۱ (A)                                      | ۲–۲ (H)                                      |
| آرسنال                                 | ۳–۱                                    | ۱–۰ (A)                                | ۲–۱ (H)                                | نیمه‌نهایی     | بارسلونا                                     | ۷–۶                                          | ۳–۳ (A)                                      | ۴–۳ (و.ا.) (H)                               |

## بازی

### جزئیات
| پاری سن-ژرمن                                               | ۵–۰   | اینتر میلان |
| ---------------------------------------------------------- | ----- | ----------- |
| - حکیمی ۱۲' - دوئه ۲۰'، ۶۳' - کواراتسخلیا ۷۳' - مایولو ۸۷' | گزارش |             |

| پاری سن-ژرمن | اینتر میلان |

| GK           | ۱  | جانلوئیجی دوناروما |       |     |
| RB           | ۲  | اشرف حکیمی         | '۹۰+۱ |     |
| CB           | ۵  | مارکینیوس (c)      |       |     |
| CB           | ۵۱ | ویلیام پاچو        |       |     |
| LB           | ۲۵ | نونو مندز          |       | '۷۸ |
| CM           | ۸۷ | ژوائو نوس          |       | '۸۴ |
| CM           | ۱۷ | ویتینیا            |       |     |
| CM           | ۸  | فابیان رویز        |       | '۸۴ |
| RF           | ۱۴ | دزیره دوئه         | '۶۵   | '۶۶ |
| CF           | ۱۰ | عثمان دمبله        |       |     |
| LF           | ۷  | خویچا کواراتسخلیا  |       | '۸۴ |
| نیمکت‌نشین‌ها: |    |                    |       |     |
| GK           | ۳۹ | ماتوی سفانوف       |       |     |
| GK           | ۸۰ | آرناو تناس         |       |     |
| DF           | ۳  | پرسنل کیمپمبه      |       |     |
| DF           | ۲۱ | لوکاس هرناندز      |       | '۷۸ |
| DF           | ۳۵ | لوکاس برالدو       |       |     |
| MF           | ۱۹ | لی کانگ این        |       |     |
| MF           | ۲۴ | سنی مایولو         |       | '۸۴ |
| MF           | ۳۳ | وارن زائیر-امری    |       | '۸۴ |
| FW           | ۹  | گونسالو راموس      |       | '۸۴ |
| FW           | ۲۹ | بردلی بارکولا      |       | '۶۶ |
| FW           | ۴۹ | ابراهیم امبایه     |       |     |
| سرمربی:      |    |                    |       |     |
| لوییس انریکه |    |                    |       |     |

| GK             | ۱              | یان سومر             |     |         |
| CB             | ۲۸             | بنژامن پاوار         |     | '۵۳     |
| CB             | ۱۵             | فرانچسکو آچربی       | '۷۱ |         |
| CB             | ۹۵             | الساندرو باستونی     |     |         |
| RM             | ۲              | دنزل دومفریس         |     |         |
| CM             | ۲۳             | نیکولو بارلا         |     |         |
| CM             | ۲۰             | هاکان چالهان‌اوغلو    |     | '۷۰     |
| CM             | ۲۲             | هنریخ مخیتاریان      |     | '۶۲     |
| LM             | ۳۲             | فدریکو دی مارکو      |     | '۵۳     |
| CF             | ۹              | مارکوس تورام         | '۶۹ |         |
| CF             | ۱۰             | لائوتارو مارتینز (c) |     |         |
| نیمکت‌نشین‌ها:   |                |                      |     |         |
| GK             | ۱۲             | رافائله دی گنارو     |     |         |
| GK             | ۱۳             | یوسیپ مارتینز        |     |         |
| DF             | ۶              | استفان د فرای        |     |         |
| DF             | ۳۰             | کارلوس آگوستو        |     | '۶۲     |
| DF             | ۳۱             | یان اورل بیسک        |     | '۵۳ '۶۲ |
| DF             | ۳۶             | متئو دارمیان         |     | '۶۲     |
| MF             | ۷              | پیوتر ژیلینسکی       |     |         |
| MF             | ۱۶             | داویده فراتسی        |     |         |
| MF             | ۲۱             | کریستین اصلانی       |     | '۷۰     |
| MF             | ۵۹             | نیکولا زالفسکی       | '۵۶ | '۵۳     |
| FW             | ۸              | مارکو آرناتوویج      |     |         |
| FW             | ۹۹             | مهدی طارمی           |     |         |
| سرمربی:        |                |                      |     |         |
| سیمونه اینزاگی | سیمونه اینزاگی | سیمونه اینزاگی       | '۵۸ |         |

| بهترین بایکن بازی: دزیره دوئه (پاری سن-ژرمن) کمک‌داور: میهای ماریکا (رومانی) فرنتس تونیوجی (رومانی) داور چهارم: ژوائو پینیرو (پرتغال) کمک‌داور ذخیره: برونو ژسوس (پرتغال) کمک‌داور ویدئویی: دنیس هیخلر (هلند) دستیار کمک‌داور ویدئویی: کاتالین پوپا (رومانی) پشتیبانی کمک‌داور ویدئویی: پل فن بوکل (هلند) | قوانین بازی - ۹۰ دقیقه - در صورت لزوم ۳۰ دقیقه وقت اضافه - در صورت برابر بودن گل‌ها، ضربات پنالتی - دوازده نیمکت‌نشین - حداکثر پنج تعویض، با ششمین تعویض در وقت اضافه مجاز است |

### آمار و ارقام
| آمار                | پاریس | اینتر |
| ------------------- | ----- | ----- |
| گل‌(ها)              | ۲     | ۰     |
| مجموع شوت‌ها         | ۱۳    | ۲     |
| شوت‌(های) در چهارچوب | ۵     | ۰     |
| سیو(ها)             | ۰     | ۳     |
| مالکیت توپ          | ۶۱٪   | ۳۹٪   |
| ضربات کرنر          | ۳     | ۲     |
| خطا(ها)             | ۵     | ۱     |
| آفساید(ها)          | ۰     | ۱     |
| کارت‌های زرد         | ۰     | ۰     |
| کارت‌های قرمز        | ۰     | ۰     |

| آمار                | پاریس | اینتر |
| ------------------- | ----- | ----- |
| گل‌(ها)              | ۳     | ۰     |
| مجموع شوت‌ها         | ۱۰    | ۶     |
| شوت‌(های) در چهارچوب | ۳     | ۲     |
| سیو(ها)             | ۲     | ۰     |
| مالکیت توپ          | ۵۷٪   | ۴۳٪   |
| ضربات کرنر          | ۱     | ۴     |
| خطا(ها)             | ۸     | ۶     |
| آفساید(ها)          | ۰     | ۴     |
| کارت‌های زرد         | ۲     | ۴     |
| کارت‌های قرمز        | ۰     | ۰     |

| آمار                | پاریس | اینتر |
| ------------------- | ----- | ----- |
| گل‌(ها)              | ۵     | ۰     |
| مجموع شوت‌ها         | ۲۳    | ۸     |
| شوت‌(های) در چهارچوب | ۸     | ۲     |
| سیو(ها)             | ۲     | ۳     |
| مالکیت توپ          | ۵۹٪   | ۴۱٪   |
| ضربات کرنر          | ۴     | ۶     |
| خطا(ها)             | ۱۳    | ۷     |
| آفساید(ها)          | ۰     | ۵     |
| کارت‌های زرد         | ۲     | ۴     |
| کارت‌های قرمز        | ۰     | ۰     |

### واژه‌ها
1. ↑  Mihai Marica
2. ↑  Ferencz Tunyogi
3. ↑  Bruno Jesus
4. ↑  Dennis Higler
5. ↑  Cătălin Popa